# Fairey Barracuda
Fairey Barracuda byl první britský jednoplošný palubní torpédový a střemhlavý bombardér užívaný v době druhé světové války. Mělo se jednat o letoun, který by byl náhradou za dvouplošníky Fairey Swordfish a Fairey Albacore. Jeho konstrukce však nebyla příliš zdařilá, a to zejména v tom, že se jednalo o pomalý stroj, který měl navíc složitý mechanismus zatahování kol do trupu.

## Vznik
Britské Ministerstvo letectví zformulovalo požadavky na nový letoun v roce 1937 specifikací S.24/37, které byly v lednu 1938 upřesněny. Jednou ze šesti firem reagujících na výzvu byla i společnost Fairey Aviation Company, jejíž návrh zaujal společnou komisi Ministerstva letectví a Admirality. V červnu 1938 proto obdržela objednávku na dva prototypy.

## Vývoj
První prototyp označený Fairey Type 100 (P1767) vzlétl 7. prosince roku 1940 z továrního letiště Great West Aerodrome v květnu 1941 byl zkoušen na letadlové lodi HMS Victorious a na podzim téhož roku byly jeho vlastnosti ověřovány ve Výzkumném ústavu letadel a výzbroje v Boscombe Down.
Druhý prototyp (P1770) s modifikovanými ocasními plochami byl zalétán 29. června 1941. Pohon prototypů zajišťoval dvanáctiválcový motor do V Merlin 30 s výkonem 927 kW. Stejná pohonná jednotka byla zabudovaná i do prvních jednatřiceti sériových strojů Fairey Barracuda Mk.I. Produkce probíhala jak u společnosti Fairey ve Stockportu, tak u společnosti Westland v Yeovilu.
Další sériově vyráběná varianta s motorem Rolls Royce Merlin 32 s výkonem 1206 kW pohánějícím čtyřlistou vrtuli nesla označení Barracuda Mk.II. První „dvojky“ se dostaly k bojovým jednotkám v březnu roku 1943 a do prvních bojových akcí zasáhly s 810. perutí umístěné na HMS Illustrious v srpnu 1943.
Následující typ Barracuda Mk.III byl vybaven protilodním vyhledávacím radiolokátorem ASV Mk.IIN nebo ASV Mk.X s parabolickou anténou. Nejznámější vojenskou akcí Barracud se staly nálety na německou bitevní loď Tirpitz mezi dubnem a srpnem roku 1944.
Koncem roku 1944 vzniklo přestavbou z Mk.II deset letounů Barracuda Mk.IV s motorem Rolls Royce Griffon 37 s výkonem 1485 kW.
16. listopadu 1944 vzlétl prototyp Barracuda Mk.V s motorem Griffon VII o výkonu 1360 kW. Byl to přestavěný starší model Mk.II (P9876), který v pozdějších fázích zkoušek obdržel motor Griffon VIII o stejném výkonu. Po prototypu bylo přestavěno dalších šest strojů z upravených dílů starších verzí. Prvním ze třicetikusové série Mk.V s motorem Griffon 37 o výkonu 1485 kW byl letoun s č. RK530 zalétaný 22. listopadu 1945. Tato varianta byla vybavena protilodním radarem ASH, měla zesílený drak, větší křídlo a palivové nádrže. Obrana zadní polosféry dvojkulometem Vickers K byla vypuštěna a osádka byla redukovaná na dva členy. Poslední Mk.V dolétaly v roce 1950 u cvičné 744., 750. a 753. squadrony. V různých obměnách bylo vyprodukováno 2572[zdroj⁠?!] kusů těchto letounů.

## Specifikace

Fairey Barracuda

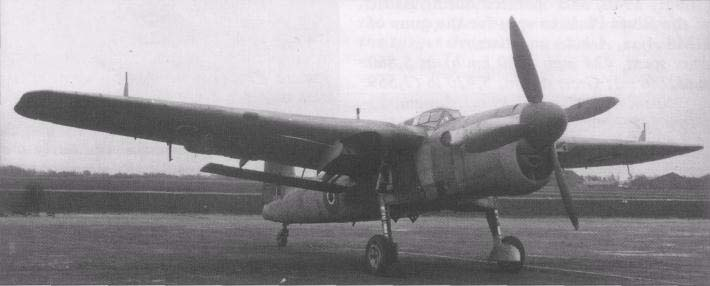
Fairey Barracuda Mk.III

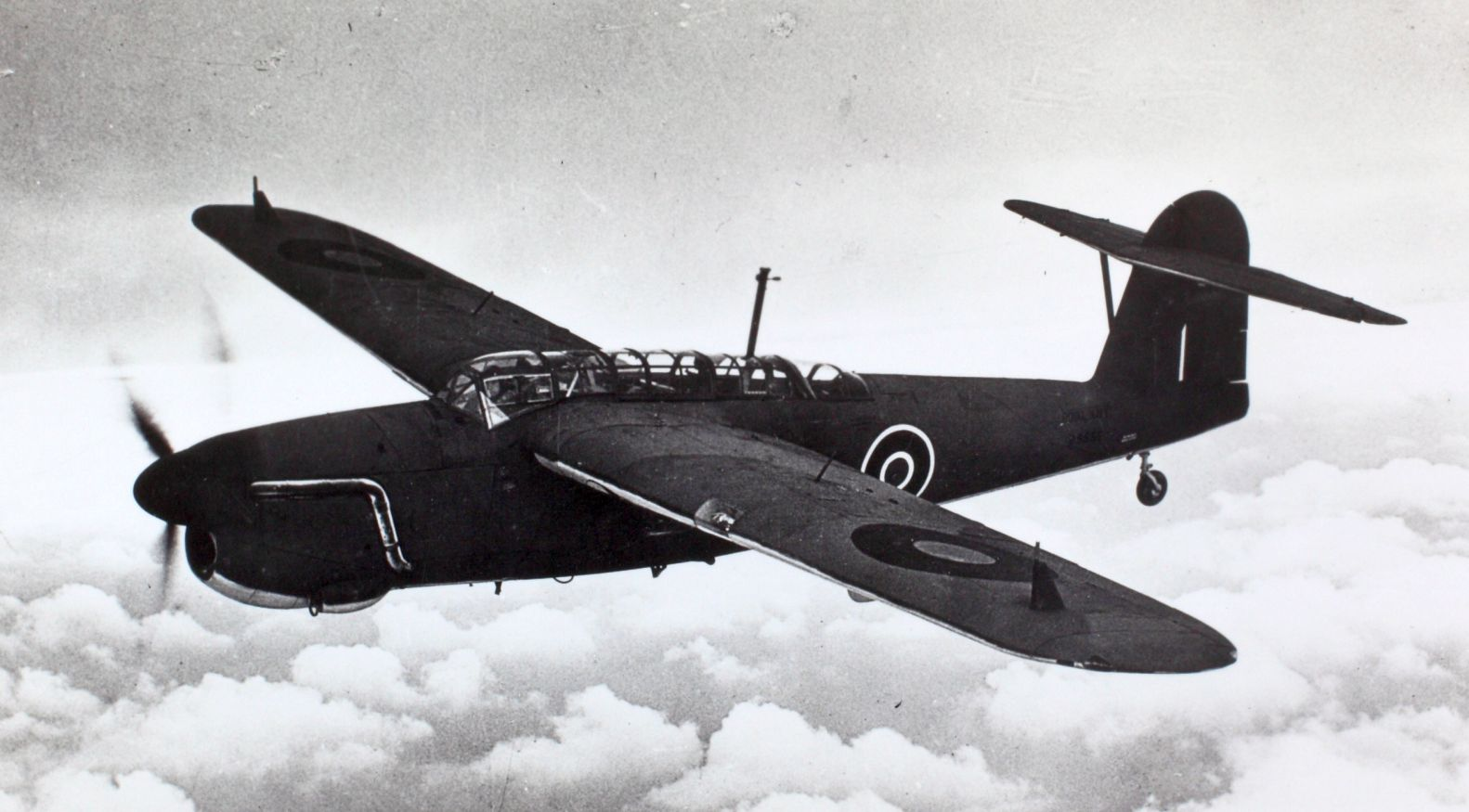
Fairey Barracuda Mk.I

### Technické údaje
- Osádka: 3
- Rozpětí: 14,50 m
- Délka: 12,18 m
- Výška: 4,58 m
- Nosná plocha: 37,62 m²
- Hmotnost prázdného letounu: 4445 kg
- Vzletová hmotnost: 6386 kg
- Pohonná jednotka: 1 × kapalinou chlazený přeplňovaný vidlicový dvanáctiválec Rolls-Royce Merlin 32
- Výkon pohonné jednotky: 1640 k (1225 kW)

### Výkony
- Rychlost: 338 km/h
- Dostup: 6585 m
- Dolet: 1165 km

### Výzbroj
- 2 × 7,7mm kulomet Vickers K
- 5 závěsníků (1 pod trupem, 2 pod každou polovinou křídla) pro až 735 kg výzbroje
  - Varianty podvěšené výzbroje: Torpédo Mk.XIIB, pumy, miny či hlubinné nálože